# HD 93083
HD 93083 ist ein etwas über 90 Lichtjahre von der Erde entfernter Hauptreihenstern der Spektralklasse K3 im Sternbild Antlia (α = 10h 44m 20s,9, δ = −33° 34′ 37″). Er besitzt eine scheinbare Helligkeit von 8,3 mag. Im Jahre 2005 wurde von einer Forschungsgruppe, der unter anderem auch Michel Mayor und Didier Queloz angehörten, die Entdeckung eines Exoplaneten um diesen Stern publiziert. Der extrasolare Planet wurde mit Hilfe der Radialgeschwindigkeitsmethode gefunden und trägt die systematische Bezeichnung HD 93083 b. Die große Halbachse der Umlaufbahn misst ca. 0,5 Astronomische Einheiten bei einer Exzentrizität von 0,14 ± 0,03. Die Umlaufperiode beträgt rund 144 Tage, die Mindestmasse 0,37 Jupitermassen. Der Stern erhielt von der IAU den Eigennamen Macondo und der Exoplanet den Eigennamen Melquíades.